# Jackson Wray
Pour les articles homonymes, voir Wray.

a Compétitions nationales et continentales officielles uniquement.

b Matchs officiels uniquement.
Dernière mise à jour le 29 mai 2023.
Jackson Wray, né le 10 novembre 1990 à Sunderland (Angleterre), est un joueur anglais de rugby à XV. Il évolue au poste de troisième ligne centre ou de troisième ligne aile.
Durant l'intégralité de sa carrière professionnelle, il est sous contrat avec les Saracens, qu'il a rejoint à l'âge de quatorze ans, et fait partie de l'effectif professionnel durant quinze ans à l'exception d'une saison où il est prêté aux Bedford Blues. Au fil du temps, il devient un élément important de son club formateur, avec plus de trois cent matchs disputés pour les Sarries, il se forge un palmarès impressionnant en remportant six fois la Premiership, trois Coupe d'Europe ainsi qu'un RFU Championship. Malgré ce palmarès, il n'a jamais eu la chance d'être appelé en équipe d'Angleterre durant sa carrière.

## Biographie

### Jeunesse et formation
Jackson Wray habite dans l'Essex avec sa famille, c'est ici qu'il grandit durant son enfance et son adolescence. Il joue au rugby à XV pour The King John School (en) où il est scolarisé, puis pour les clubs de Westcliff RFC (en) et Barking RFC (en).
Il fait ensuite partie de l'Academy (centre de formation) des Saracens, qu'il rejoint dès ses quatorze ans,.
Il représente notamment l'équipe d'Angleterre des moins de 16 ans et la sélection des moins de 20 ans.

### Carrière professionnelle
Wray joue son premier match avec les Saracens en 2008 en Coupe anglo-galloise contre les Scarlets. C'est son seul match de la saison. L'année suivante, il ne joue encore qu'un seul match dans la même compétition encore une fois.
C'est lors de la saison 2010-2011 qu'il est prêté à Bedford, où il va gagner du temps de jeu et qu'il lance réellement sa carrière. Après ce prêt bénéfique, il signe son premier contrat senior avec les Saracens.
Dès la saison suivante, de retour chez les Sarries, il joue de plus en plus de matchs avec vingt-six rencontres disputés dont 16 matchs titulaires.
Par la suite, Jackson Wray devient un titulaire régulier, surtout en championnat d'Angleterre. Il est moins souvent titulaire en Coupe d'Europe au début de sa carrière car de meilleurs joueurs lui sont préférés comme Schalk Burger, Kelly Brown ou encore Billy Vunipola par exemple.
Lors de la saison 2016-2017, il est nommé dans l'équipe type de la saison.
Durant la saison 2018-2019, les Saracens se qualifient dans un premier temps en finale de la Coupe d'Europe et affrontent les Irlandais du Leinster. Wray est titulaire en troisième ligne avec Maro Itoje et Billy Vunipola et son équipe s'impose sur le score de 20 à 10,. Il remporte ainsi cette compétition pour la troisième fois de sa carrière. De même en championnat, les Saracens atteignent la finale où ils jouent contre Exeter. Jackson Wray est de nouveau titulaire aux côtés d'Itoje et Vunipola et les siens l'emportent sur le score de 34 à 37,.
Il remporte six Championnats d'Angleterre, disputant cinq des six finales,,,,. Et également trois finales de Coupe d'Europe,,.
En juillet 2020, Jackson Wray signe un nouveau contrat de trois ans avec les Saracens jusqu'à la fin de la saison 2022-2023. Il fait le choix de rester avec son club formateur malgré la relégation administrative en deuxième division anglaise pour la saison 2020-2021 (en),. Il aide alors son club à remonter au niveau supérieur au bout d'une seule saison, en remportant la compétition.
En janvier 2023, il fait sa trois centième apparition avec son club formateur. Durant le mois d'avril suivant, il annonce prendre sa retraite sportive à la fin de son contrat se terminant à l'issue de la saison. Le mois suivant, son équipe réussit à atteindre la finale de la Premiership, pour la seconde année consécutive, où il est titulaire en troisième ligne centre et les Saracens s'imposent 35 à 25 face aux Sale Sharks pour le dernier match de sa carrière.
Tout au long de sa carrière avec les Saracens, il a disputé 309 matchs en quinze ans. Malgré son importance au sein des Saracens, il n'est jamais sélectionné en équipe d'Angleterre durant sa carrière.

## Statistiques en club
Avec les Saracens : 309 matchs, 228 titularisations, 29 essais.
- En Championnat d'Angleterre : 215 matchs, 166 titularisations, 21 essais.
- En Coupe d'Europe : 61 matchs, 36 titulaires, 2 essais.

## Palmarès

### En club
- Vainqueur du Championnat d'Angleterre en 2011, 2015, 2017, 2018, 2019 et 2023.
- Finaliste du Championnat d'Angleterre en 2010, en 2014 et en 2022.
- Vainqueur de la Coupe d'Europe en 2016, 2017 et 2019.
- Finaliste de la Coupe d'Europe en 2014.
- Vainqueur du Championnat d'Angleterre de 2e division en 2021 (en).

### Distinctions personnelles
- Membre de l'équipe type du Championnat d'Angleterre en 2017